# Cầu Tadeusz Mazowiecki ở Rzeszów

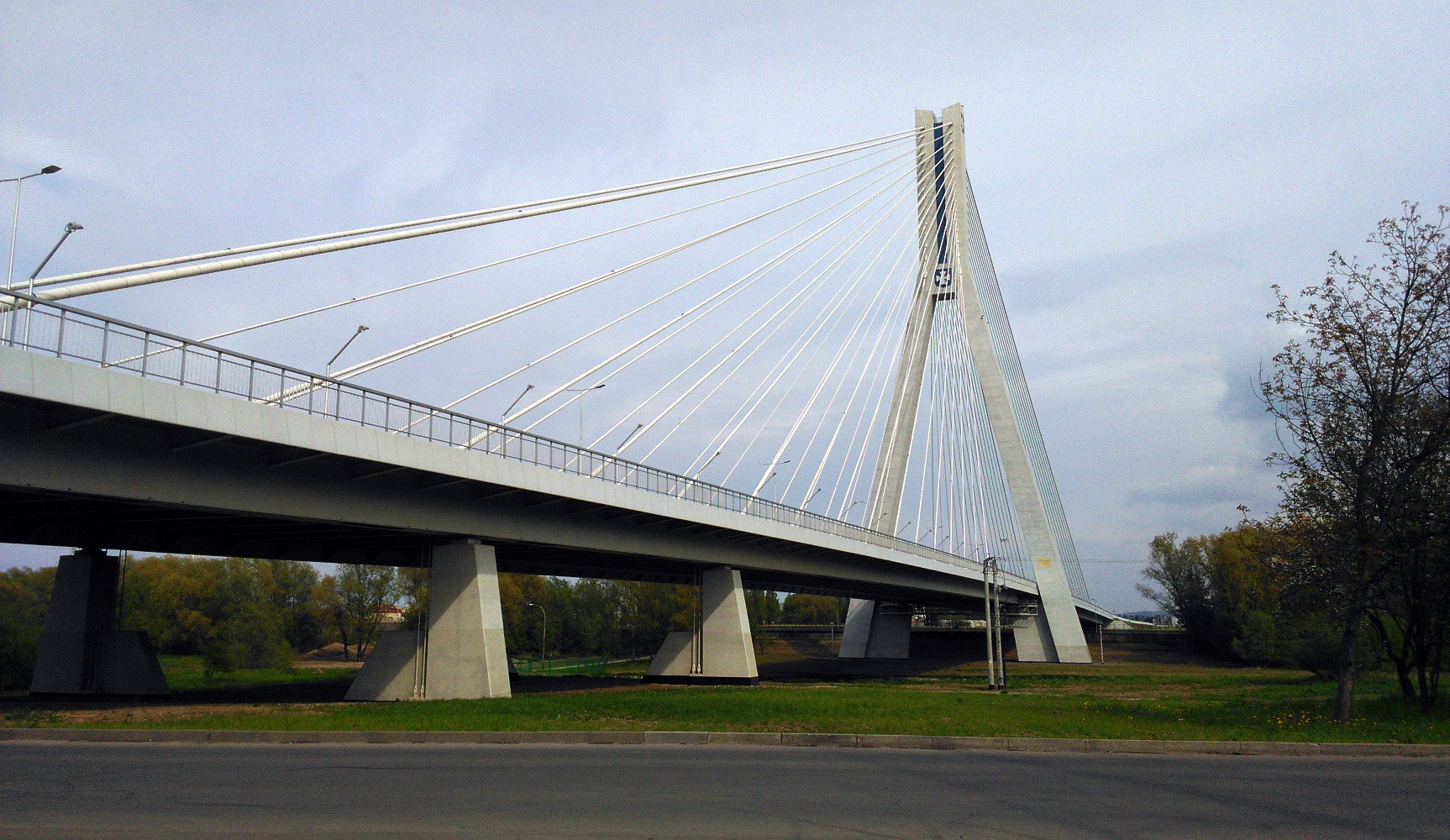
Cầu Tadeusza Mazowieckiego

Cầu Tadeusza Mazowiecki (tên cũ là Cầu Północny), đây là cây cầu dây văng cao thứ hai của Ba Lan (một trụ) bắc qua sông qua sông Wisłok ở Rzeszów, kết nối giữa đường Rzecha và đường Lubelska. Cây cầu này được xây dựng để thay thế cho tuyến đường vành đai phía bắc của Rzeszów.

## Lịch sử
Cây cầu được khai trương vào ngày 7 tháng 10 năm 2015, sau thời gian xây dựng kỷ lục (15 tháng), được đầu tư và thực hiện bởi Cơ sở hạ tầng PORR Ba Lan. Tên của cây cầu theo quy hoạch ban đầu là Cầu Północny (Phía Bắc), do vị trị cầu nằm ở phía bắc của thành phố. Tuy nhiên, đến năm 2014, chủ tịch của Rzeszów, ông Tadeusz Ferenc đã đề xuất đặt tên cây cầu theo tên của một nhận vật nổi tiếng, và ông đề xuất đặt theo tên của nhà chính trị gia, nhà báo nổi tiếng của Ba Lan, Tadeusz Mazowiecki.

## Chi phí đầu tư
Khoản đầu tư xây dựng cây cầu là 184 triệu PLN. Trong đó nguồn tài chính là ngân sách thành phố (17,5 triệu PLN), còn lại được hỗ trợ từ quỹ của EU (Phát triển chương trình hoạt động của Đông Ba Lan) và các quỹ của chính phủ.

## Thông số
Tổng chiều dài của toàn bộ cầu là 482 m, trong đó 38m bắc qua lòng của con sông  Wisło, cầu thiết kế với hai làn đường gia thông cho mỗi hướng, hai làn đường dành cho người đi bộ và đi xe đạp. Ngoài ra, thiết kế của cây còn có các cơ sở phụ khác như tấm giảm thanh và tượng chắn, hệ thống thoát nước, đèn chiếu sáng, hệ thống tín hiệu đèn giao thông, hệ thống thoát nước.
Cấu trúc dây văng được hỗ trợ bởi một trục hình tháp chữ A, chiều cao của tháp alf 108,5 m, chiều dài của tháp là 107m, có tổng cộng 64 dây văng được kết nối. Tổng cộng khoảng 27231 m3 hỗn hợp bê tông, khoảng 17380 kg cốt thép, và 1898 kg thép cho kết cấu của thanh cầu được sử dụng để hoàn thiện cây cầu này.